# Cheers
Cheers — дебютный альбом американского рэпера Оби Трайса, выпущенный 23 сентября 2003 года на лейбле Shady Records. Дистрибьютором альбома стал Interscope Records.
Альбом дебютировал под номером 5 в Billboard 200 с проданными 226 000 экземпляров в первую неделю. По состоянию на 19 декабря 2003 года был сертифицирован RIAA как золотой.

## Об альбоме
Cheers состоит из 17 песен. Исполнительным продюсером выступил Eminem. Также над альбомом работали Dr. Dre, Timbaland, Майк Элизондо, Emile, Fredwreck и Mr. Porter. Гостевые исполнители — Eminem, Busta Rhymes, D12, Dr. Dre, Nate Dogg, 50 Cent, Lloyd Banks и Timbaland.
Темы, которые затрагивает Оби Трайс в альбоме, отражают его жизнь на улицах Детройта — проблемы с его матерью, отношения с женщинами.
Альбом не содержит вставочных треков (так называемых «скитов»), в отличие от других альбомов, выпущенных на Shady Records.
Такие песни, как «Shit Hits the Fan», «We All Die One Day» и «Outro», являются дисс-треками на Benzino, Ja Rule, Irv Gotti, R. Kelly, Murda Inc. и The Source.

## Реакция критиков
| Оценки критиков | Оценки критиков |
| Источник        | Оценка          |
| --------------- | --------------- |
| Allmusic        | [ 3 ]           |
| Blender         | [ 4 ]           |
| HipHopDX        | [ 5 ]           |
| RapReviews.com  | (8.5/10)        |
| Rolling Stone   | [ 7 ]           |
| The Situation   | [ 8 ]           |
| UKMix           | [ 9 ]           |
| USA Today       | [ 10 ]          |

После своего выпуска Cheers получил в основном положительные отзывы критиков. На сайте Metacritic получил рейтинг 72 из 100 на основе 12 рецензий, причём большинство из них были положительными.

## Список композиций
| №                   | Название                                                        | Автор(ы)                                                                                      | Продюсер(ы)               | Длительность |
| ------------------- | --------------------------------------------------------------- | --------------------------------------------------------------------------------------------- | ------------------------- | ------------ |
| 1.                  | «Average Man»                                                   | О. Трайс, М. Мэтерс, С. Кинг, Л. Ресто                                                        | Eminem, Луис Ресто (доп.) | 4:16         |
| 2.                  | «Cheers»                                                        | Трайс, Мэтерс, Кинг, Ресто                                                                    | Eminem                    | 3:34         |
| 3.                  | «Got Some Teeth»                                                | Трайс, Мэтерс, Кинг, Ресто, Т. Хорн, М. Макларен, Э. Дадли                                    | Eminem, Луис Ресто (доп.) | 3:47         |
| 4.                  | «Lady» (при участии Eminem)                                     | Трайс, Мэтерс, Кинг                                                                           | Eminem, Луис Ресто (доп.) | 4:45         |
| 5.                  | «Don’t Come Down»                                               | Трайс, Мэтерс, Э. Хейни, Ресто, В. Райнхарт                                                   | Eminem, Emile             | 5:11         |
| 6.                  | «The Set Up» (при участии Nate Dogg)                            | Трайс, А. Янг, М. Элизондо, Н. Хэйл                                                           | Dr. Dre, Майк Элизондо    | 3:13         |
| 7.                  | «Bad Bitch»                                                     | Трайс, Т. Мосли                                                                               | Timbaland                 | 4:09         |
| 8.                  | «Shit Hits the Fan» (при участии Dr. Dre)                       | Трайс, Янг, Элизондо, Мэтерс                                                                  | Dr. Dre, Майк Элизондо    | 4:53         |
| 9.                  | «Follow My Life»                                                | Трайс, Мэтерс, Ресто, Ф. Насар, К. Уоллес, Э. Айсли, М. Айсли, О. Айсли, Р. Айсли, К. Джаспер | Fredwreck, Eminem (со.)   | 3:55         |
| 10.                 | «We All Die One Day» (при участии 50 Cent, Lloyd Banks, Eminem) | Трайс, Мэтерс, К. Джексон, К. Ллойд                                                           | Eminem                    | 5:29         |
| 11.                 | «Spread Yo Shit» (при участии Kon Artis)                        | Трайс, Д. Портер, Ресто, Кинг                                                                 | Mr. Porter                | 4:03         |
| 12.                 | «Look in My Eyes» (при участии Nate Dogg)                       | Трайс, Янг, Элизондо, Мэтерс, Хэйл                                                            | Dr. Dre, Mike Elizondo    | 4:50         |
| 13.                 | «Hands on You» (при участии Eminem)                             | Трайс, Мэтерс, Ресто                                                                          | Eminem                    | 5:12         |
| 14.                 | «Hoodrats»                                                      | Трайс, Ресто, Хейни, Мэтерс                                                                   | Emile, Eminem (со.)       | 4:12         |
| 15.                 | «Oh!» (при участии Busta Rhymes)                                | Трайс, Янг, Элизондо, Т. Смит                                                                 | Dr. Dre, Mike Elizondo    | 4:30         |
| 16.                 | «Never Forget Ya»                                               | Трайс, Мэтерс, Д. Басс, Кинг, Ресто                                                           | Eminem                    | 4:27         |
| 17.                 | «Outro» (при участии D12)                                       | Трайс, Ресто, Мэтерс, Кинг, Д. Холтон, Р. Джонсон, В. Карлайл, О. Мур                         | Eminem                    | 4:02         |
| Общая длительность: | Общая длительность:                                             | Общая длительность:                                                                           | Общая длительность:       | 1:14:27      |

| №                   | Название            | Продюсер(ы)         | Длительность             |
| ------------------- | ------------------- | ------------------- | ------------------------ |
| 18.                 | «8 Miles»           | DJ Muggs            | 3:57                     |
| 19.                 | «Synopsis»          | DJ Green Lantern    | 1:18                     |
| Общая длительность: | Общая длительность: | Общая длительность: | Общая длительность 79:42 |

- Примечание: со. — сопродюсер, доп. — дополнительный продюсер.

## Список семплирующих композиций
- «Got Some Teeth» содержит элементы песни «Without Me» — Eminem
- «Spread Yo’ Shit» засемплирована с песни «Blow My Buzz» группы D12
- «Don’t Come Down» засемплирована с песни «When You Believe» Куинси Джонса и Tata
- «Follow My Life» засемплирована с песни «Big Poppa» — The Notorious B.I.G.

## Участники записи
Информация взята из буклета к альбому Cheers.

| Исполнители (в скобках указаны номера песен) - Оби Трайс — исполнитель (все песни) - Eminem — исполнитель (4, 8, 10, 13, 17) - Nate Dogg — исполнитель (6, 12) - Dr. Dre — исполнитель (8) - Timbaland — исполнитель (7) - 50 Cent — исполнитель (10) - Lloyd Banks — исполнитель (10) - Mr. Porter — исполнитель (11) - Coco — исполнитель (14) - Busta Rhymes — исполнитель (15) - 87 Ent. Define — исполнитель (16) - Proof — исполнитель (17) - Bizarre — исполнитель (17) - Swift — исполнитель (17) - Kuniva — исполнитель (17) Продюсеры - Eminem — исп. продюсер, продюсер (1—5, 10, 13, 16, 17), сопродюсер (9, 14) - Emile — продюсер (5, 14) - Dr. Dre — продюсер (6, 8, 12, 15) - Майк Элизондо — продюсер (6, 8, 12) - Timbaland — продюсер (7) - Fredwreck — продюсер (9) - Mr. Porter — продюсер (11) - Луис Ресто — дополнительный продюсер (1, 3—4) | Музыканты - Луис Ресто — клавишник (1—4, 9—11, 13, 16), бас-гитарист (2) - Стив Кинг — гитарист (1—2, 11, 16), бас-гитарист (3) - Майк Элизондо — клавишник (6, 8, 12, 15) - Майк Динкинс — бас-гитарист (8) - Fredwreck — клавишник (9), гитарист (9) - Джефф Басс — гитарист (16) Аудиомонтажёры - Eminem — аудиомонтажёр (1—5,9—11,13—14,16—17) - Стив Кинг — аудиомонтажёр (1—5, 9—11, 13—14, 16—17) - Dr. Dre — аудиомонтажёр (6, 8, 12, 15) - Timbaland — аудиомонтажёр (7) - Джимми Дуглас — аудиомонтажёр (7) - Майк Элизондо — аудиомонтажёр (15) Звукоинженеры - Майк Стрейндж — звукоинженер (1—6, 8—17) - Стив Кинг — звукоинженер (1—6, 8—15, 16—17) - Рич Хант — звукоинженер (3, 12), ассистент звукоинженера (8—10, 13, 15—17) - Маурицио «Veto» Ирагорри — звукоинженер (6, 8, 12, 15) - Рубл Капур — ассистент звукоинженера (6, 8, 12, 15) - Джимми Дуглас — звукоинженер (7) - Демасио Кастельон — ассистент звукоинженера (7) |

Информация о местах записи и сведения песен альбома
| Название студии          | Месторасположение                                       | Записанные песни | Сведённые песни          |
| ------------------------ | ------------------------------------------------------- | ---------------- | ------------------------ |
| 54 Sound                 | Город Детройт, штат Мичиган                             | 1—6, 8—17        | 1—5, 9—11, 13—14, 16, 17 |
| Record One               | Округ Шерман-Оукс города Лос-Анджелеса, штат Калифорния | 6, 8, 12, 15     | 6, 8, 12, 15             |
| Hit Factory Criteria     | Город Майами, штат Флорида                              | 7                | —                        |
| Manhattan Center Studios | Город Нью-Йорк, штат Нью-Йорк                           | —                | 7                        |

## Позиции в чартах и продажи

### Альбом
| Год  | Чарт                   | Высшая позиция |
| ---- | ---------------------- | -------------- |
| 2003 | Billboard 200          | 5              |
| 2003 | Top R&B/Hip-Hop Albums | 3              |

### Синглы
| Год  | Название         | Высшая позиция    | Высшая позиция                   | Высшая позиция | Высшая позиция  |
| Год  | Название         | Billboard Hot 100 | Hot R&B/Hip-Hop Singles & Tracks | Нот Rap Songs  | Rhythmic Top 40 |
| ---- | ---------------- | ----------------- | -------------------------------- | -------------- | --------------- |
| 2003 | «Got Some Teeth» | 11                | 33                               | 12             | 12              |
| 2004 | «The Set Up»     | 73                | 39                               | 19             | 30              |

### Присвоенные сертификаты
| Страна | Сертификат | Количество продаж |
| ------ | ---------- | ----------------- |
| США    | Золотой    | 904 000           |